# Șoala, Sibiu
Șoala, mai demult Șalea (în dialectul săsesc Schuel, Šuel, în germană Schaal, Schael, Schalendorf, Shaalendorf, în maghiară Sálya), este un sat în comuna Axente Sever din județul Sibiu, Transilvania, România.

## Galerie imagini

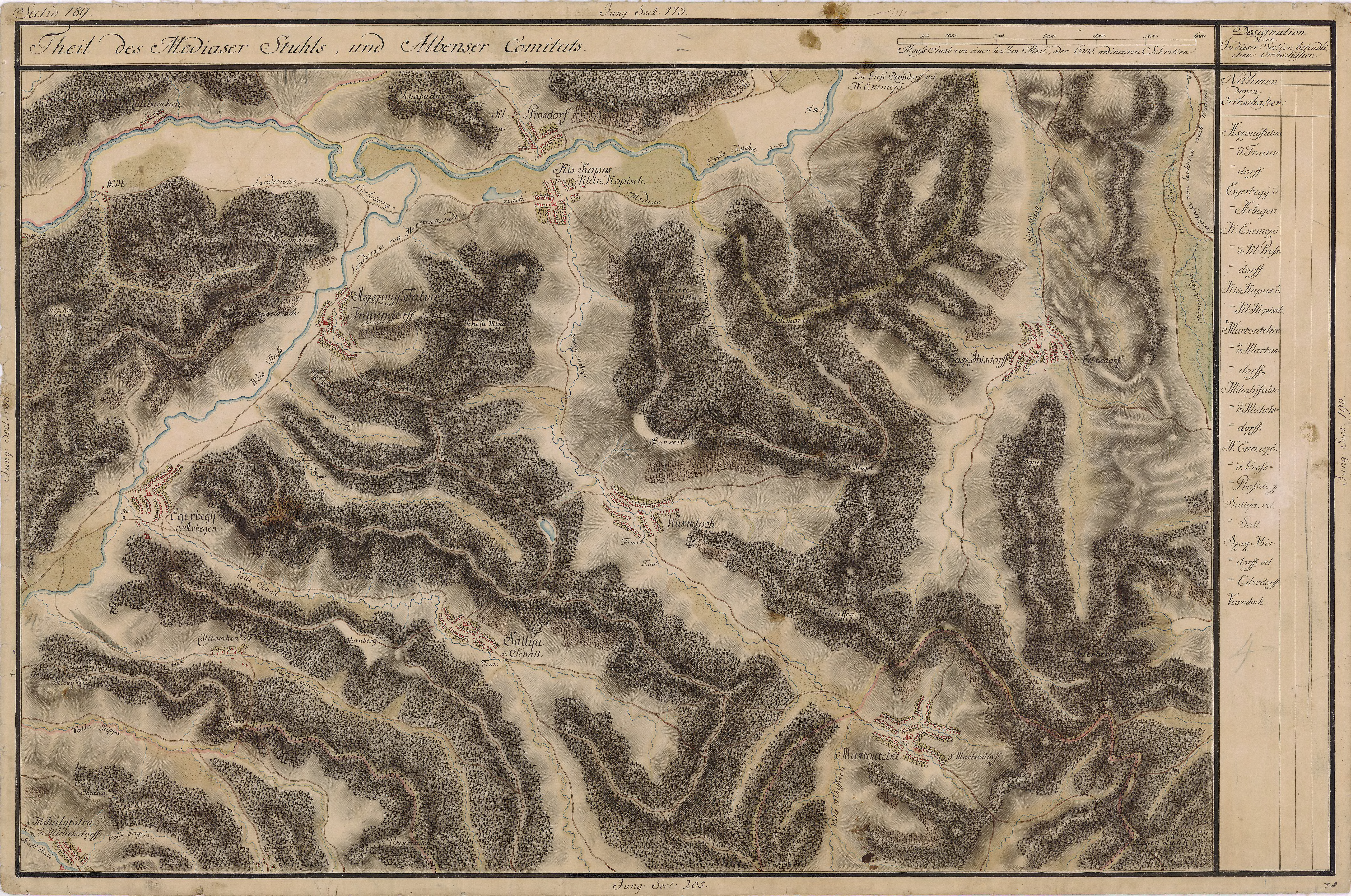
Şoala în Harta Iosefină a Transilvaniei, 1769-1773
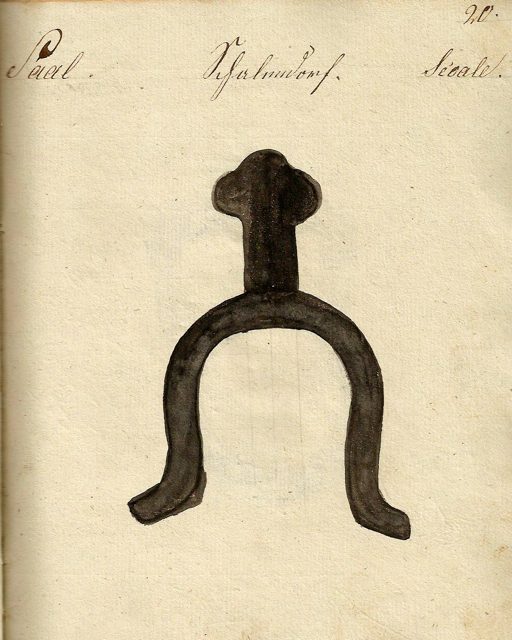
1826 - Danga pentru vitele din Şoala